# Kieler Umschlag

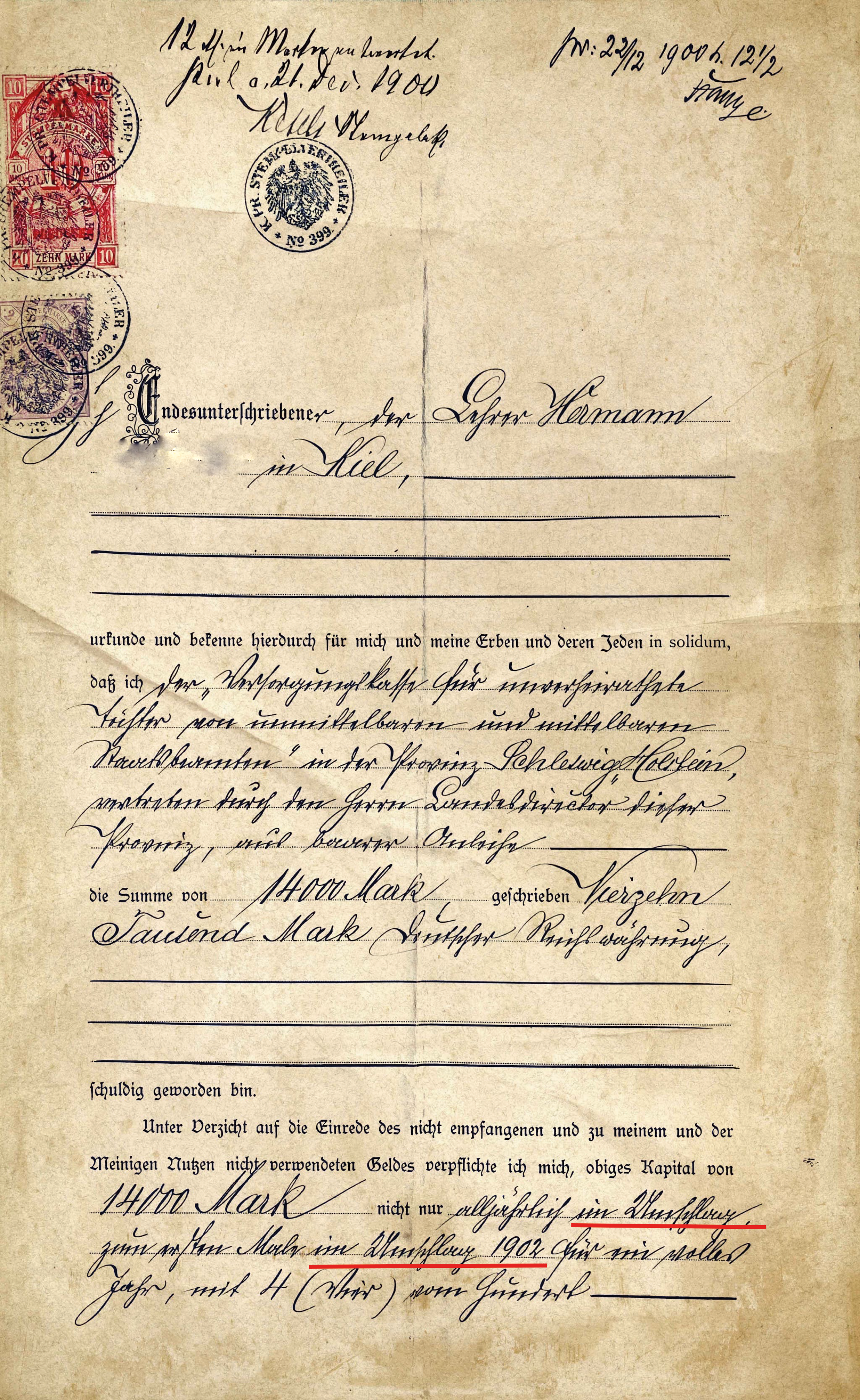
Titelseite einer Schuldverschreibung aus dem Jahr 1900 mit Angabe des Kieler Umschlages als Zinstermin

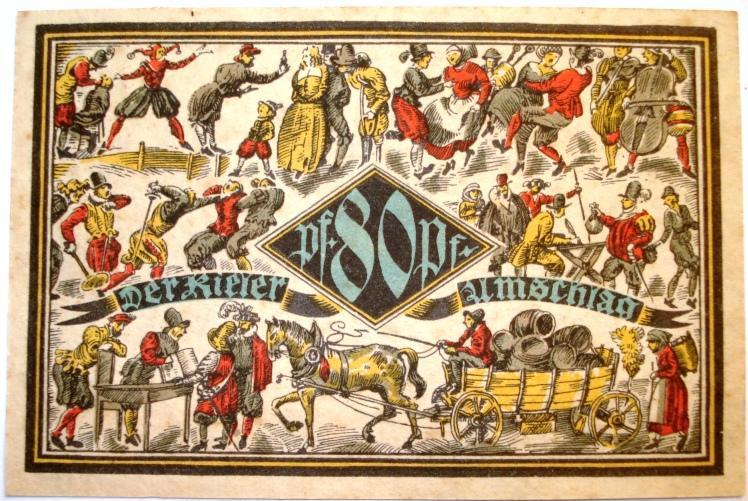
Darstellung des Kieler Umschlages auf einem Kieler Notgeldschein von 1921

Der Kieler Umschlag ist ein Volksfest in der schleswig-holsteinischen Landeshauptstadt Kiel.

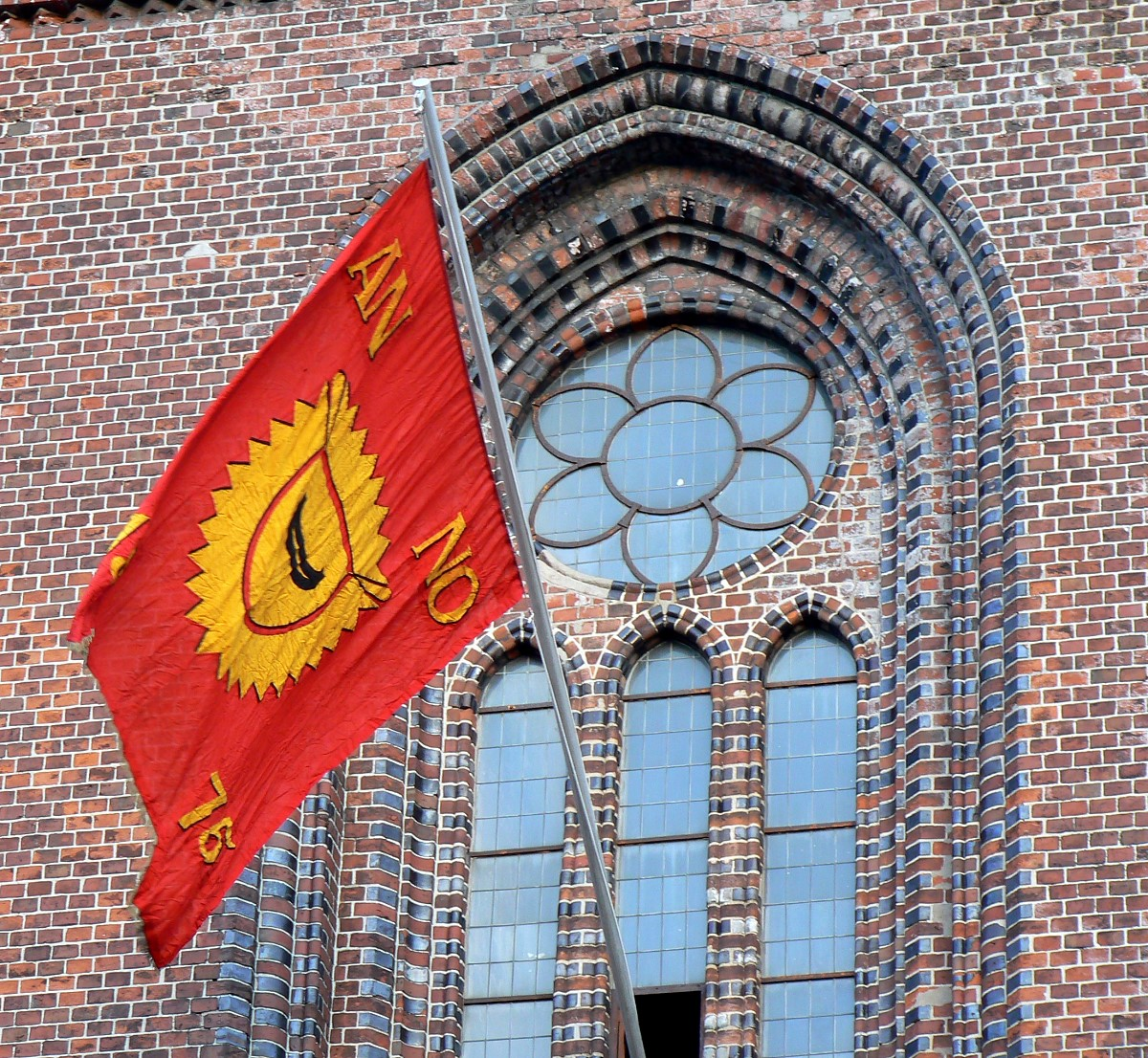
Die Fahne Asmus Büx an der Nikolaikirche

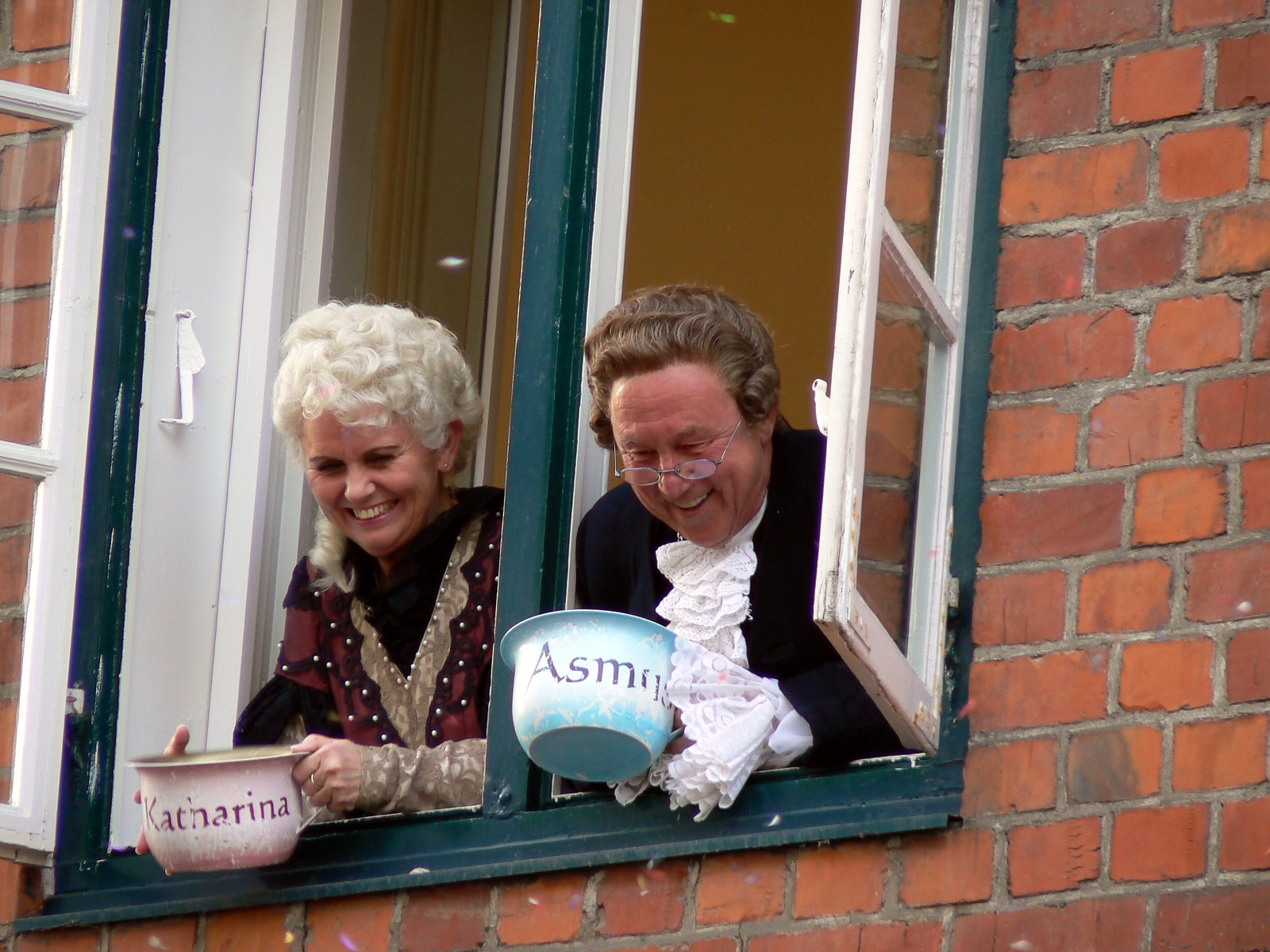
Asmus Bremer und Frau Katharina nach dem Wecken im Warleberger Hof

## Geschichte
Die Bezeichnung „Umschlag“ geht eindeutig auf das mittelniederdeutsche ummeslag zurück und bedeutet so viel wie Wechsel, Tausch, Geschäft, Handel, Markt oder Messe. Der Kieler Umschlag (das Wort ist auch aus anderen niederdeutschen Städten bekannt) ist 1469 und dann mehrfach 1482 zuerst schriftlich erwähnt, muss aber bereits deutlich früher entstanden sein. Der anfangs regionale, später ganz Nordwestdeutschland und den Ostseeraum einbeziehende Geld- und Kapitalmarkt fand anfangs wahrscheinlich an wechselnden Terminen oder auch mehrfach im Jahr statt, so etwa zu Michaelis (29. September) im November (St. Martin) und an weiteren Terminen. Erstmals für 1473 überliefert, setzte sich der Termin in der Dreikönigsoktav, also in der Woche nach dem 6. Januar, im 16. Jahrhundert endgültig durch und hielt sich dann bis 1911.
Wie oben erwähnt, war der Kieler Umschlag zuerst und vor allem ein Geld- und Kapitalmarkt. An diesem Tage wurden vor allem Kredite und deren Zinsen fällig. Teilnehmer an den oft sehr umfangreichen Geschäften mit Vertragssummen in Höhe von bis zu mehreren zehntausend Talern war in den früheren Umschlagsjahren vor allem der landsässige Adel, in weit geringerem Anteil das städtische Bürgertum, das erst im späteren 18. Jahrhundert dem wirtschaftlich bis dahin dominierenden Adel den Rang ablief.
Der Kieler Umschlag wurde jedes Jahr mit dem Hissen der Stadtflagge am Turm der Nikolaikirche eröffnet. Die „Fahne“ war damals noch ein rot gestrichenes Eisenschild, welches das Wappen der Stadt trug. Sie war Zeichen der Marktfreiheit, wurde im norddeutschen Volksmund aber auch leicht respektlos als „Bürgermeester sin Büx“ bezeichnet.
Schnell entwickelte sich der Kieler Umschlag zu einer der wichtigsten Einrichtungen des Landes. In Kiel, der damals sehr bedeutenden Stadt der Herzogtümer Schleswig und Holstein, trafen sich zu diesem einen Termin im Jahr die adeligen Grundbesitzer sowie Kaufleute und ihre Rechtsanwälte aus Hamburg und Lübeck, um alle fälligen Geldgeschäfte abzuwickeln. Es wurden Schulden zurückgezahlt und neue Kredite aufgenommen. Verhandelt wurde auf dem Alten Markt, in den öffentlichen Räumlichkeiten des Rathauses sowie in der Kirche selbst.
Neben den Geldgeschäften lockten zahlreiche Vergnügungsangebote das Volk in die Stadt. Gaukler, Seiltänzer, Schausteller und Komödianten sorgten für Belustigung. Aber auch diejenigen, die ihre Schulden nicht begleichen konnten, trugen zur allgemeinen Erheiterung bei, denn dem Gläubiger war es erlaubt, sogenannte „Schandgemälde“ – Karikaturen des Schuldners – anfertigen zu lassen und öffentlich auszuhändigen. Zudem erwartete den Schuldner eine Haftstrafe, das „Einlager“.
Im 16. Jahrhundert hatte der Kieler Umschlag seinen Höhepunkt erreicht und auch internationale Bedeutung. Diese nahm im 17. Jahrhundert jedoch langsam wieder ab und 1911 wurde der Kieler Umschlag vollends eingestellt.
Seit 1975 findet der Kieler Umschlag als Volksfest wieder jährlich am letzten Februarwochenende in der Holstenstraße und auf dem Alten Markt statt.

## Der Kieler Umschlag heute
Am 31. Januar 1975 wurde der erste Kieler Umschlag der Neuzeit eröffnet. Die 1973 gegründete Fördergesellschaft Lebendiges Kiel nahm sich des neuen Volksfestes an, um sowohl die wirtschaftliche Entwicklung Kiels zu unterstützen, als auch, um das gesellige Stadtleben zu fördern. Der neue Kieler Umschlag sollte das winterliche Gegenstück zur Kieler Woche werden und wie diese mit einem bunten, kulturellen und traditionellen Programm vor allem die Kieler begeistern. Die erste Veranstaltung wurde ein voller Erfolg; vom Holstenplatz bis zum Alten Markt lockten verschiedenste Darbietungen, Buden und Musik.
Auch heute noch werden jedes Jahr der Kieler Umschlag und die Geschichte Kiels gefeiert. Während des Kieler Umschlags dreht sich das Geschehen in der Innenstadt um prägnante Wegmarken in der Geschichte Kiels. Angefangen von der Gründung Kiels am Kieler Kloster, über das Mittelalter auf dem Alten Markt, bis zur Zeit der Hanse auf dem Asmus-Bremer Platz und zur Moderne mit Handwerk auf dem Holstenplatz lässt sich eine teils fundierte, teils folklorisch inszenierte Zeitreise durch die Epochen der Stadtgeschichte erleben.
Seit 1975 findet der Kieler Umschlag alljährlich nach einem festgelegten Ritual statt. Am Donnerstag zwischen dem letzten Februarwochenende und dem ersten Märzwochenende versammelt sich eine fröhliche Menschenmenge vor dem Stadtmuseum Warleberger Hof in der Dänischen Straße, um mit viel Krach und Musik die Symbolfiguren des Umschlags, Altbürgermeister Asmus Bremer, sowie dessen Frau Dorothea Katharina zu wecken. Diese beiden, wie auch ihr Gefolge, bestehend aus dem Mönch Graf Adolf, dem Stadtschreiber, einem Trommler, einem Schutzmann und vielen mehr, werden von ehrenamtlichen Schauspielern dargestellt. Symbolisch überreicht ein Repräsentant der Stadt nach dem "Wecken" das Kerbholz an Asmus-Bremer, der damit nun die Amtsgeschäfte der Landeshauptstadt Kiel federführend leitet. Anschließend geht es zur St. Nikolaikirche am Alten Markt. Dort wird Bürgermeester sin Büx aus dem Turm von St. Nikolai gehisst und somit der Kieler Umschlag offiziell eröffnet. Von Donnerstag bis Sonntag gibt es ein abwechslungsreiches Programm. Asmus Bremer, seine Frau und das Gefolge kann man an allen Tagen mit Musik durch die Kieler Innenstadt ziehen und an verschiedenen Aktivitäten teilhaben sehen. Piraten prägen ebenfalls die Kieler Stadtgeschichte, denn wegen ihrer Unterstützung flog Kiel seinerzeit aus der Hanse. Deshalb sind die Piraten nicht wegzudenken beim Kieler Umschlag und als selbstverständlicher Teil der Festivitäten bei vielen Programmpunkten dabei. Auch das Publikum ist herzlich eingeladen, den Höhepunkten des Kieler Umschlags beizuwohnen. Begleitet wird der Umzug der Schauspieler von Gastronomie- und Handwerkerständen sowie Auftritten verschiedenster Künstler. Nach vier Tagen, am Sonntag, werden Asmus Bremer und seine Frau dann wieder am Warleberger Hof „zu Bett gebracht“, um im nächsten Jahr erneut den Kieler Umschlag zu eröffnen.

## Hörspiel
- In den Fängen der Hanse – Von den Kieler Burspraken. 120 Min., Hörspiel von Hilke Wilhelmsen (Hrsg.), u. a. über die Besonderheiten des Kieler Umschlags im Mittelalter, basierend auf historischen Gegebenheiten, Kiel 2009.